# Kufri
Kufri är en ort i Indien.   Den ligger i distriktet Shimla och delstaten Himachal Pradesh, i den norra delen av landet, 270 km norr om huvudstaden New Delhi. Kufri ligger 2 476 meter över havet och antalet invånare är 1 148.
Terrängen runt Kufri är kuperad söderut, men norrut är den bergig. Kufri ligger uppe på en höjd. Runt Kufri är det ganska tätbefolkat, med 144 invånare per kvadratkilometer. Närmaste större samhälle är Shimla, 9,4 km väster om Kufri. I omgivningarna runt Kufri växer i huvudsak blandskog.